# Coelichneumon caesareus
Coelichneumon caesareus är en stekelart som först beskrevs av Per Abraham Roman 1904.  Coelichneumon caesareus ingår i släktet Coelichneumon och familjen brokparasitsteklar. Inga underarter finns listade i Catalogue of Life.